# Jasper Adams (Handballspieler)
Jasper Adams (* 3. Juli 1989 in Geleen) ist ein niederländischer Handballspieler.

## Karriere
Jasper Adams spielte beim niederländischen Erstligisten HV KRAS/Volendam, mit dem er niederländischer Meister wurde und für den er im Europapokal der Pokalsieger, im EHF-Pokal, im EHF Europa Pokal sowie in der EHF Champions League auflief. Zur Saison 2014/15 wechselte der 2,00 Meter große Rückraumspieler zum deutschen Zweitligisten TV Emsdetten, bei dem er einen Zweijahresvertrag unterschrieb. Seit dem Sommer 2018 läuft er für den niederländischen Erstligisten OCI-Lions auf.
Adams gehörte von 2008 bis 2023 zum Kader der niederländischen Nationalmannschaft, für die er in 107 Länderspielen 206 Tore erzielte. Er nahm an der Europameisterschaft 2020 und 2022 sowie der Weltmeisterschaft 2023 teil.